# Cyprián Karásek Lvovický

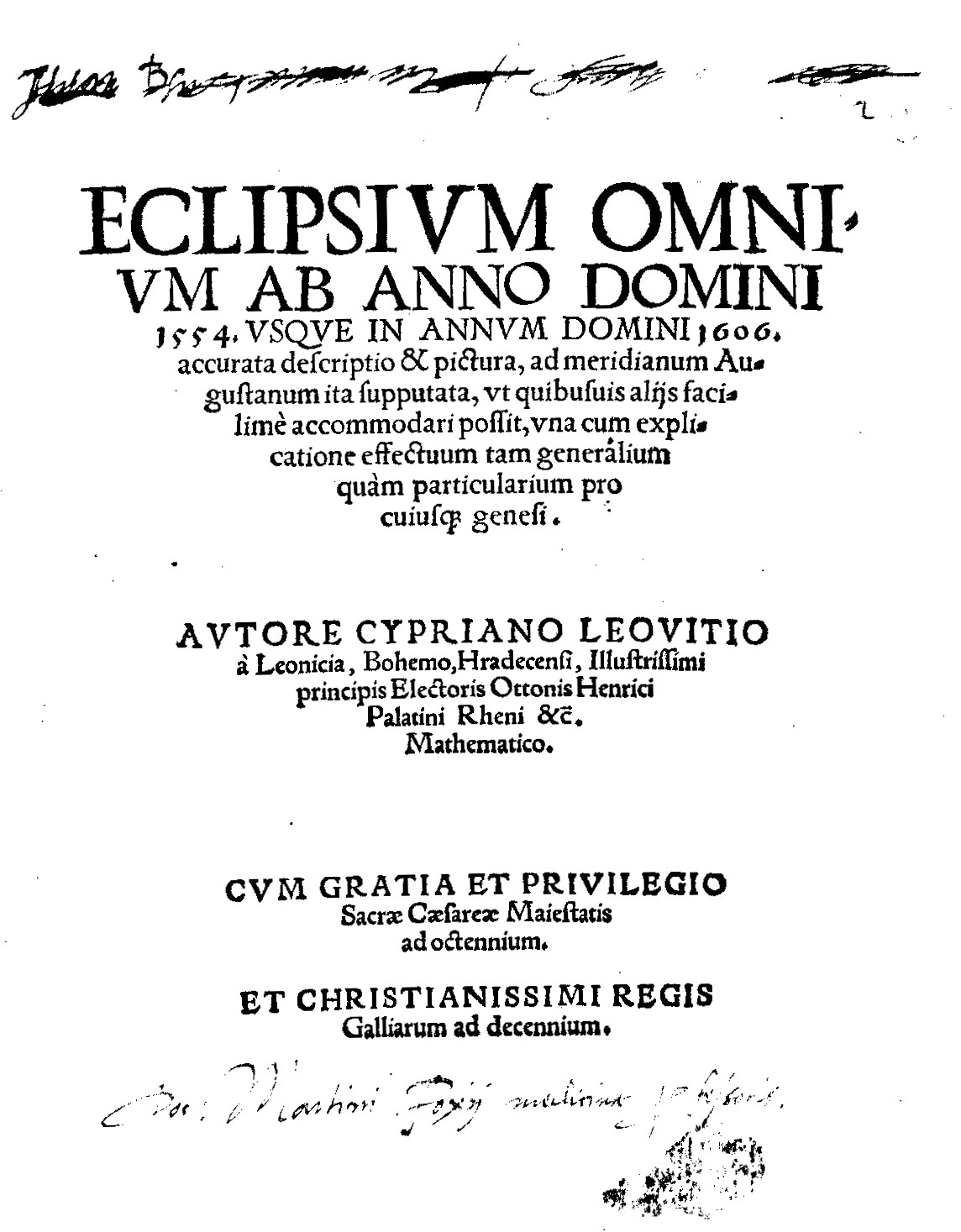
Eclipsium omnium ab anno Domini 1554 vsque in annum Domini 1606 accurata descriptio et pictura, 1556

Cyprián Karásek Lvovický (in ceco Cyprián Karásek Lvovický ze Lvovic, in tedesco Cyprian von Leowitz, in latino Cyprianus Leovitius) (Hradec Králové, 8 luglio 1514 ca. – Lauingen, 1574) è stato un astronomo, matematico e astrologo boemo.

## Biografia
Nacque in una famiglia nobile e studiò a Breslavia, poi nel 1542 a Lipsia e infine astronomia e matematica a Wittenberg. Nel 1547 si spostò a Norimberga, poi ad Augusta, alla corte di Fuggers. Dopo il 1556, Ottone Enrico del Palatinato lo nominò professore di astronomia e matematica di un'istituzione che poi diresse. Dal 1565 al 1568 visitò la Boemia diverse volte.
Lvovický pubblicò diverse opere astronomiche in latino, la prima delle quali, Tabulae eclipsum, predisse le eclissi lunari fino al 1605, basandosi sul lavoro di Erasmus Reinhold. Seguirono De coniunctionibus magnis insignoribus superiorum planetarum, solis defectibus, et de cometis effectum historica expositione e Tabulae Peuerbachii Alphonsiane. Dopo quest'ultimo, nel 1569 incontrò Tycho Brahe.

## Opere
- (LA) Eclipsium omnium ab anno Domini 1554. vsque in annum Domini 1606. accurata descriptio et pictura, 1556.